# Ostřice písečná
Ostřice písečná (Carex arenaria, syn.: Vignea arenaria) je druh jednoděložné rostliny z čeledi šáchorovité (Cyperaceae).

## Popis
Jedná se o rostlinu dosahující výšky nejčastěji 15–60 cm. Je vytrvalá, netrsnatá s dlouhými podzemními oddenky, za kterých vyrůstají jednotlivé lodyhy. Hlavní osa oddenku může dosáhnout až 18 m. Listy jsou střídavé, přisedlé, s listovými pochvami. Lodyha je trojhranná, nahoře drsná. Čepele listů jsou asi 1,5–5 mm široké, žlábkovité, dosti tuhé. Pochvy dolních listů jsou bledě až šedě hnědé. Ostřice písečná patří mezi stejnoklasé ostřice, všechny klásky vypadají víceméně stejně a většinou obsahují samčí i samičí květy. V dolní části klásku jsou samičí květy, v horní samčí. Horní klásky však mohou být čistě samčí a dolní zase čistě samičí. Klásky jsou uspořádány do až 8 cm dlouhého složeného květenství. Okvětí chybí. V samčích květech jsou zpravidla 3 tyčinky. Blizny jsou většinou 2. Plodem je mošnička, která je světle zelenohnědá, žilnatá, křídlatá, cca 4–5,5 mm dlouhá, nahoře s pilovitým okrajem, na vrcholu zakončená dvouklaným zobánkem, dole křídlatým. Každá mošnička je podepřená plevou, která je světle červenohnědá, se zeleným středním žebrem a suchomázdřitými okraji, 5–6 mm dlouhá. Počet chromozomů: 2n=58, 60–64.

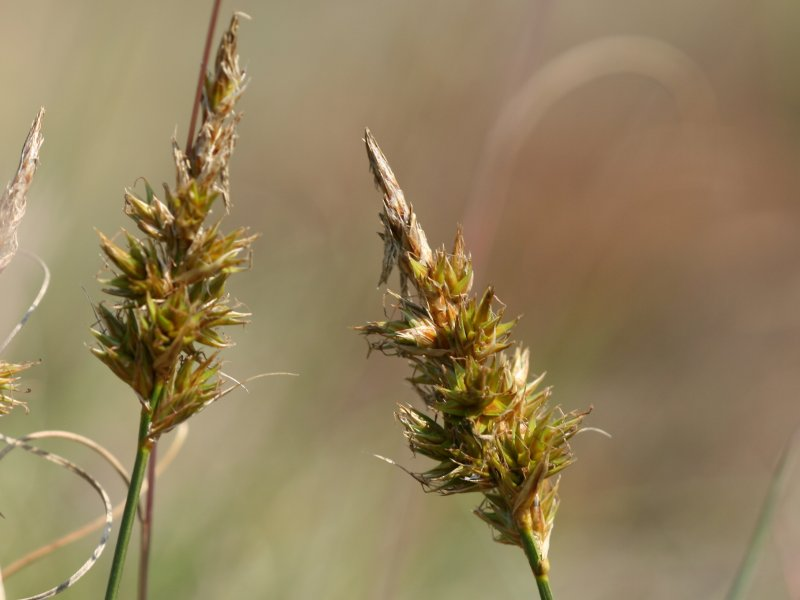
detail klásků

## Rozšíření
Ostřice písečná je typickým druhem písčitých dun při mořském pobřeží. Roste v Evropě, na pobřeží Velké Británie a Irska, Skandinávie, při pobřeží Baltu a Atlantského oceánu. Řidčeji ji najdeme i ve vnitrozemí. Byla zavlečena do Severní Ameriky, odkud je známa od roku 1870. V ČR neroste.